# Levín (okres Litoměřice)
Levín (Duits: Lewin, soms ter onderscheiding van andere plaatsen met dezelfde naam Levín u Litoměřic genoemd) is een Tsjechische vlek (městys) in de regio Ústí nad Labem, en maakt deel uit van het district Litoměřice. Levín telt 160 inwoners (2023).

## Geschiedenis
- 1352 – De eerste schriftelijke vermelding van Levín.
- 2006 – De gemeente Levín krijgt (opnieuw) de status vlek.[1]